# Vulcan County
Das Vulcan County ist einer der 63 „municipal districts“ in Alberta, Kanada. Der Verwaltungsbezirk liegt in der Region Süd-Alberta und gehört zur „Census Division 5“. Er wurde zum 1. April 1945, durch Umbenennung eines bestehenden Verwaltungsbezirks, eingerichtet (incorporated als „Municipal District of Vulcan No. 29“) und sein Verwaltungssitz befindet sich in Vulcan.
Der Verwaltungsbezirk ist für die kommunale Selbstverwaltung in den ländlichen Gebieten sowie den nicht rechtsfähigen Gemeinden, wie Dörfern und Weilern und ähnlichem, zuständig. Für die Verwaltung der Städte (City) und Kleinstädte (Town) in seinen Gebietsgrenzen ist er nicht zuständig.

## Lage
Der „Municipal District“ liegt im zentralen Süden der kanadischen Provinz Alberta. Im Norden und Westen folgt der Grenzverlauf über eine weite Strecke dem Bow River, während im Südwesten der Little Bow River für eine kurze Strecke den Grenzverlauf markiert.
Die Hauptverkehrsachsen des Bezirks sind in Nord-Süd-Richtung der Alberta Highway 23 und der Alberta Highway 24 sowie in Ost-West-Richtung verschiedene nachrangige Regionalhighways. Außerdem verläuft eine der Hauptstrecken der Canadian Pacific Railway durch den Bezirk.
Mit dem Little Bow Provincial Park, am Travers Reservoir, befindet sich einer der Provincial Parks in Alberta im Bezirk.
Im Nordosten des Bezirks befindet sich ein Reservat (das Siksika Indian Reserve) der Siksika, einem Volk der First Nation. Das Reservat erstreckt sich über die drei dort zusammenstossenden Bezirke und laut dem „Census 2016“ leben in dem insgesamt 701,96 km² großen Reservat 3479 Menschen.
|                                           | Wheatland County                            |                             |
| Foothills County                          | Kompassrose, die auf Nachbargemeinden zeigt | County of Newell            |
| Municipal District of Willow Creek No. 26 | Lethbridge County                           | Municipal District of Taber |

## Bevölkerung
| Jahr | Erhebung          | Einwohner | Änderung | Fläche (km²) | Bev.-dichte (EW/km²) |
| ---- | ----------------- | --------- | -------- | ------------ | -------------------- |
| 2016 | Volkszählung 2016 | 3984      | + 2,8 %  | 5433,43      | 0,7                  |
| 2011 | Volkszählung 2011 | 3875      | + 4,2 %  | 5429,50      | 0,7                  |

## Gemeinden und Ortschaften
Folgende Gemeinden liegen innerhalb der Grenzen des Verwaltungsbezirks:
- Stadt (City): keine
- Kleinstadt (Town): Vulcan
- Dorf (Village): Arrowwood, Carmangay, Champion, Lomond, Milo
- Weiler (Hamlet): Brant, Ensign, Herronton, Kirkcaldy, Mossleigh, Queenstown, Shouldice, Travers

Außerdem bestehen noch weitere, noch kleinere Ansiedlungen und zahlreiche Einzelgehöfte.